# George Pardee

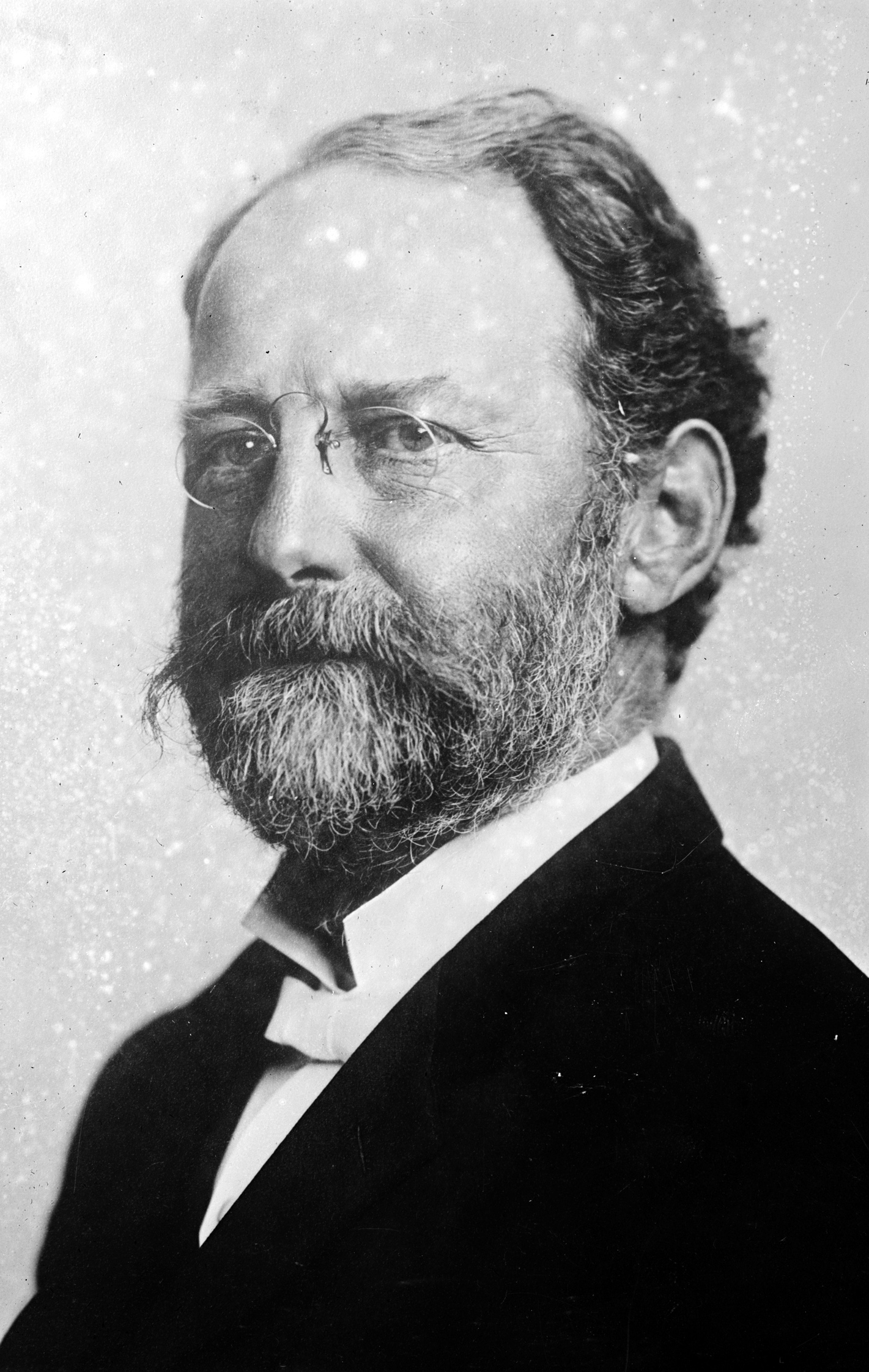
George Pardee

George Pardee (* 25. Juli 1857 in San Francisco, Kalifornien; † 1. September 1941 in Oakland, Kalifornien) war ein US-amerikanischer Politiker und der 21. Gouverneur von Kalifornien.

## Jugend
George Pardee war das einzige Kind von Enoch Homer Pardee (1826–1896) und dessen Frau Mary Elizabeth (1830–1870), deren Geburtsname ebenfalls Pardee war (die Eltern waren entfernte Vettern). Sein Vater war ein bekannter Augenarzt in San Francisco und Oakland und von 1876 bis 1878 auch Bürgermeister von Oakland. George wuchs in Oakland auf und absolvierte die University of California. Dann studierte er am Cooper Medical College in San Francisco Medizin. 1885 reiste er nach Deutschland, um seine medizinische Ausbildung an der Universität Leipzig fortzusetzen und abzuschließen. Nach seiner Rückkehr trat er in die Praxis seines Vaters ein und spezialisierte sich auf Augen- und Ohrenkrankheiten.

## Politischer Aufstieg
Ähnlich wie sein Vater interessierte sich Pardee auch für Politik. Er trat der Republikanischen Partei bei und wurde in den Stadtrat von Oakland sowie in den Gesundheitsausschuss gewählt. 1893 gewann er die Wahlen zum Bürgermeister von Oakland und blieb für eine Amtszeit bis 1895 im Amt. Sein politischer Aufstieg blieb den Republikanern auf Staatsebene nicht verborgen, was ihm 1902 die Nominierung als Kandidat für die Gouverneurswahlen einbrachte. Vorausgegangen waren allerdings parteiinterne Diskussionen. Der amtierende Gouverneur Henry Gage war für viele Republikaner wegen seiner sturen Haltung gegenüber der Presse, den anderen Bundesstaaten und der Bundesregierung im Zusammenhang mit einer in San Francisco ausgebrochenen Pestepidemie nicht mehr tragbar. Gage hatte die Existenz der Seuche schlicht abgestritten und nun drohte ganz Kalifornien unter Quarantäne gestellt zu werden, was einem Boykott kalifornischer Waren gleichgekommen wäre. Dies wollten die Republikaner unter allen Umständen verhindern.
Allerdings war die Partei im Vorfeld der Wahl in zwei Lager gespalten. Das konservative Lager wollte weiter eine kapitalfreundliche Politik im Sinne der Unternehmen, allen voran den Eisenbahnkonzernen, betreiben, während der progressive Flügel sich für Reformen starkmachte. Beide Faktionen verständigten sich auf Pardee als ihren Kompromisskandidaten. Dabei waren Pardees medizinische Kenntnisse im Hinblick auf die immer noch existente Seuche sehr hilfreich. Die Wahl selbst endete sehr knapp. Pardee siegte mit weniger als 3000 Stimmen Vorsprung vor seinem demokratischen Gegenkandidaten Franklin Knight Lane, dem späteren US-Innenminister.

## Gouverneur von Kalifornien
Pardee wurde am 7. Januar 1903 als 21. Gouverneur von Kalifornien vereidigt und begann sofort Maßnahmen zur Eindämmung der Pest zu ergreifen. Die 1900 ausgebrochene Beulenpest war von offizieller Seite stets ignoriert worden und nun war es höchste Zeit für eine politische Kehrtwendung. Zum einen bestand die Gefahr einer bundesweiten Ausweitung mit vielen Erkrankungen und Toten, zum anderen war Kalifornien durch eine Quarantäne wirtschaftlich bedroht. Pardee arbeitete nun eng mit den Bundesbehörden zusammen. Bis Ende 1904 war die Seuche dann unter Kontrolle gebracht. Allerdings hatten fast 200 Menschen ihr Leben verloren.
Der Gouverneur setzte sich auch für eine Verbesserung des kalifornischen Bildungssystems ein. Für die Landwirtschaft kämpfte er für großangelegte Bewässerungsprojekte zur Erhöhung der Produktion, außerdem wurde in seiner Amtszeit eine bedeutende landwirtschaftliche Schule gegründet, die bald einen bundesweiten Bekanntheitsgrad erreichen sollte. Auch ein neues Forstgesetz zum Schutz der Wälder gegen wilde Landspekulationen und Waldbrände wurde in seiner Amtszeit erlassen. Er sorgte zudem für eine bessere Wasserversorgung für große Teile der Bevölkerung, indem er gesundes Trinkwasser in den Bergen erschließen ließ. Seine Politik fand in Washington allerhöchste Anerkennung. Präsident Theodore Roosevelt war dermaßen von Pardee beeindruckt, dass er ihm für die Präsidentschaftswahlen von 1904 die Vizepräsidentschaftskandidatur anbot. Pardee lehnte ab, um weiterhin in Kalifornien tätig sein zu können. Beide Politiker blieben aber weiterhin enge politische Freunde.
Das bekannteste Ereignis in seiner Amtszeit war das San-Francisco-Erdbeben im April 1906. Pardee setzte sofort nach Erhalt der Nachricht die Nationalgarde in Richtung San Francisco zur Aufrechterhaltung der Ordnung in Bewegung. Allerdings hatten diese Aufgabe bereits Soldaten der in San Francisco selbst stationierten US Army übernommen. Pardee verlegte sein Hauptquartier nach Oakland. In den folgenden Tagen arbeitete er 20 Stunden am Tag als Chef des Krisenstabes. Er besuchte die zerstörten Regionen, koordinierte Hilfslieferungen und hielt die Verbindung mit der Außenwelt aufrecht. Sein Krisenmanagement fand überall große Zustimmung.

## Ende der Amtszeit als Gouverneur
Trotz seiner Erfolge war es Pardee nicht gelungen, die parteiinternen Gräben zu überwinden. Nach wie vor gab es einen konservativen und einen progressiven Flügel. Pardees Politik stieß in einigen Punkten auf den Widerstand der mächtigen Southern Pacific Railroad, mit der er schon in den 1890er Jahren als Bürgermeister von Oakland aneinandergeraten war. 1902 hatte die Eisenbahn den Kompromisskandidaten Pardee noch als das aus ihrer Sicht kleinere Übel mitgetragen. Einige seiner politischen Entscheidungen als Gouverneur wurden nun von der einflussreichen Eisenbahn als für sie bedrohlich eingestuft. Die Bahn nutzte ihren Einfluss auf die Republikanische Partei und sorgte dafür, dass der konservative Flügel eine deutliche Mehrheit auf dem Wahlparteitag von 1906 hatte. Infolgedessen wurde Pardee die erneute Kandidatur verwehrt. Stattdessen wurde mit James Gillett ein loyaler Anhänger des konservativen Parteiflügels und der Eisenbahn nominiert.

## Lebensabend und Tod
Nach dem Ende seiner Amtszeit im Januar 1907 blieb Pardee politisch aktiv. Er zog nach Oakland und wurde 1912 einer der Mitbegründer der sogenannten Bull Moose Party, der von Theodore Roosevelt gegründeten Progressiven Partei. In dieser Partei fanden sich die Anhänger des Reformflügels der Republikaner wieder. Von 1924 bis kurz vor seinem Tod war er Leiter der East-Bay-Wasserversorgungsgesellschaft.
Pardee starb am 1. September 1941 im Alter von 84 Jahren. Er war seit 1887 mit Helen Newhall Penniman verheiratet und hatte mit ihr vier Töchter. Bis zum Tod der jüngsten Tochter Helen Penniman Pardee (1981) wohnte die Familie auf dem Familienanwesen der Pardees in Oakland. 1991 wurde dieses dann als Museum der Öffentlichkeit zugänglich gemacht.